# Angelika Bellinger
Angelika Bellinger (* 20. Jahrhundert) ist eine deutsche Rechtsanwältin und Notarin. Sie war von 1998 bis 2007 Richterin des Berliner Verfassungsgerichtshofes.

## Leben
Angelika Bellinger ist die Tochter des Hochschullehrers Bernhard Bellinger.

## Beruflicher Werdegang
Bellinger studierte von 1971 bis 1977 Rechtswissenschaften in Berlin und Lausanne und legte die Erste Juristische Staatsprüfung ab. Während des Studiums war sie in der Rechtsabteilung der Deutsch-Italienischen Handelskammer Mailand tätig. Von 1978 bis 1980 absolvierte sie ihren juristischen Vorbereitungsdienst im Kammergerichtsbezirk Berlin und legte 1980 die Zweite Juristische Staatsprüfung ab.
Im Jahr 1980 gründete sie ihre Kanzlei und ist seitdem als Rechtsanwältin in Berlin tätig. Ihre Schwerpunkte liegen im Grundstücksrecht, insbesondere bei Kaufverträgen und Grundbuchbelastungen, und im Erbrecht. Auch Testamentsvollstreckungen und Stiftungstätigkeit sowie Patientenverfügungen und Vorsorgevollmachten gehören zu ihrem speziellen Aufgabenbereich.
Seit 1991 ist sie zudem als Notarin niedergelassen. 
Auf Vorschlag der Berliner CDU-Fraktion wurde sie vom Berliner Abgeordnetenhaus im Jahr 1998 zur Richterin des Verfassungsgerichtshofes des Landes Berlin gewählt. Ihre Amtszeit endete im Juni 2007. Nach den gesetzlichen Vorschriften wäre die Amtszeit der Juristin im November 2005 beendet gewesen, doch Bellinger blieb auch danach noch im Amt, weil es dem Abgeordnetenhaus nicht gelungen war, die Nachfolge rechtzeitig zu regeln.

## Mitgliedschaften
- Mitglied des Vorstandes der Rechtsanwaltskammer Berlin (1994 bis 2001)
- Mitglied in der Vereinigung für den Gedankenaustausch zwischen deutschen und italienischen Juristen e. V. (seit Mitte 1970)
- Mitglied der Association Européenne des Advocats (seit 1998)
- Distrikt-Sekretärin des Rotary-Clubs Berlin (2008/2009)[6]